# Jerusha Jhirad
Jerusha Jhirad, née en 1891, morte le 2 juin 1984 à Shivamogga, dans le Karnataka, est une médecin indienne.
Elle était membre de la communauté juive des Bene Israël. Elle fut la première femme à recevoir une bourse du gouvernement indien pour aller poursuivre ses études à l'étranger. Elle fut médecin-chef de l'hôpital de Cama à Mumbai.

## Biographie

### Origine
Jhirad est née à Shivamogga, dans le Karnataka. Elle fut membre de la communauté juive Bene en Israël,.

### Formation
Elle a fréquenté le lycée de Pune, puis le Grant Medical College de Bombay, où elle a obtenu une licence en médecine et chirurgie avec un diplôme L.M.S. en 1912. Elle a été la première femme à se voir accorder une bourse par le gouvernement indien pour étudier à l'étranger. En Angleterre, elle a étudié à l'École de médecine pour femmes de Londres (basée au Royal Free Hospital), s'est qualifiée comme bachelière en médecine et en chirurgie (MB BS) de l'Université de Londres en 1917 et a obtenu un doctorat (M.D.) en 1919 en maïeutique. Elle s'est spécialisée en obstétrique et en gynécologie et a travaillé comme chirurgienne à l'hôpital Elizabeth Garrett Anderson de Londres en 1917 et à la maternité de Birmingham en 1918 avant de retourner en Inde.

## Honneurs
En 1966, elle est décorée de la Padma Shri.
Le cratère vénusien Jhirad a été nommé en son honneur , .